# Jacob A. Kohler

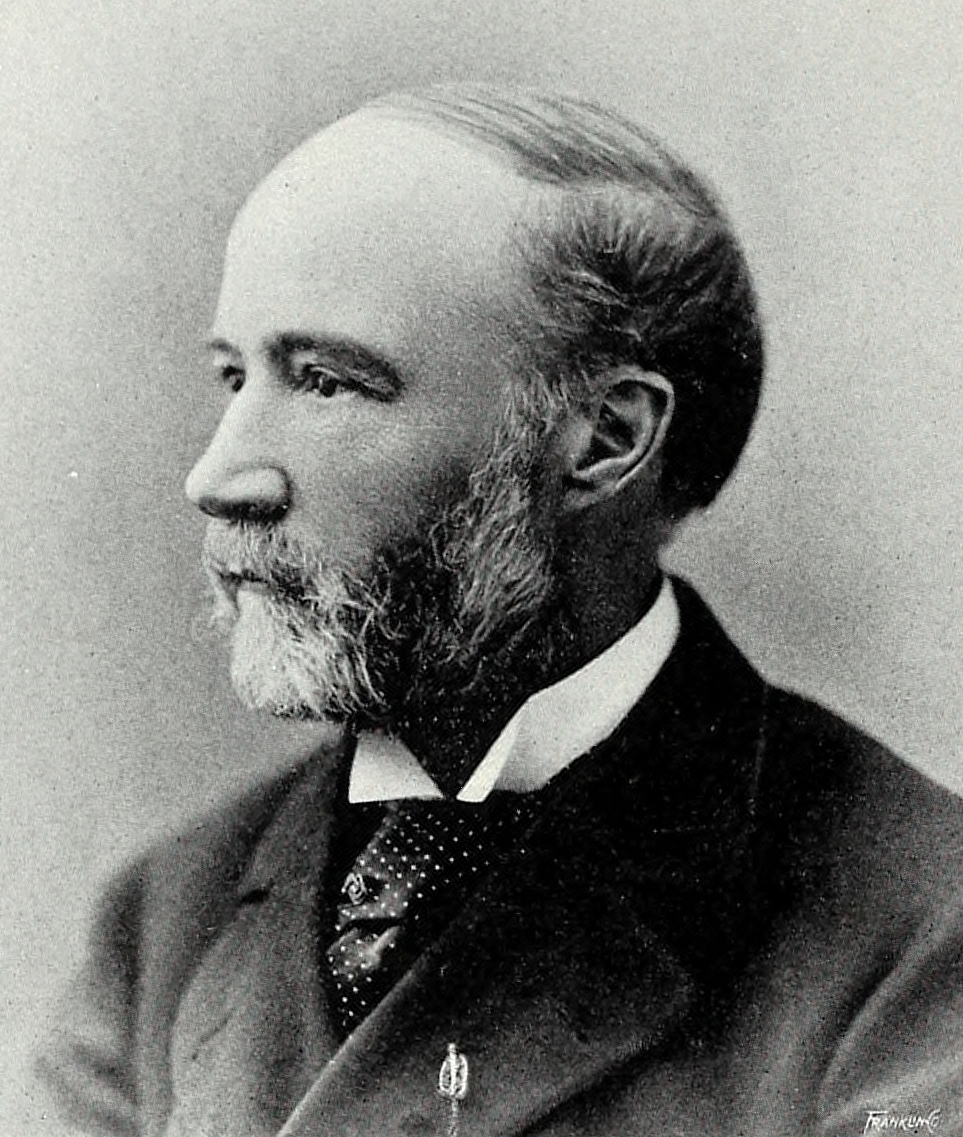
Jacob A. Kohler

Jacob Adams Kohler (* 15. August 1835 in Reading, Pennsylvania; † 15. März 1916 in Akron, Ohio) war ein US-amerikanischer Jurist und Politiker (Republikanische Partei). Er saß im Repräsentantenhaus von Ohio und war von 1886 bis 1887 Attorney General von Ohio.

## Werdegang
Jacob Adams Kohler wurde ungefähr zwei Jahre vor dem Beginn der Wirtschaftskrise von 1837 im Berks County geboren. Als er vier Monate alt war, zog seine Familie nach Ohio und ließ sich dort im Franklin Township (Summit County) nieder. Kohler besuchte öffentliche Schulen und die Lodi Academy. Er studierte Jura und erhielt 1859 seine Zulassung als Anwalt. Dann bekleidete er zwei Amtszeiten land den Posten als Staatsanwalt (Prosecuting Attorney) im Summit County. Sein erster Kanzleipartner war Sidney Edgerton. Kohler heiratete am 16. Mai 1860 Frances H. Coburn. Das Paar hatte zwei Söhne: Rally C. (1861–1865) und Frank Eugene (1864–1866).
1883 wurde er in das Repräsentantenhaus von Ohio gewählt. Er wurde dann 1885 zum Attorney General von Ohio gewählt. Dabei besiegte er den Demokraten James Lawrence mit 360.802 zu 341.762 Stimmen. 1895 wählte man ihn zum Richter am Court of Common Pleas. Er verstarb am 15. März 1916 in seinem Haus in Akron (Ohio) und wurde dann auf dem Glendale Cemetery beigesetzt.